# Janowo (sielsowiet Narocz)
Janowo – dawny zaścianek i kolonia. Tereny, na których były położone, leżą obecnie na Białorusi, w obwodzie mińskim, w rejonie miadzielskim, w sielsowiecie Narocz.

## Historia
W czasach zaborów w gminie Jasiewo, w powiecie święciańskim, w guberni wileńskiej Imperium Rosyjskiego. 
Po I wojnie światowej pod administracją polską, w Zarządzie Cywilnym Ziem Wschodnich. W latach 1920–1922 w składzie Litwy Środkowej.
Od 11 kwietnia 1922 zaścianek i kolonia leżały w Polsce, w województwie wileńskim, w powiecie święciańskim, od 1926 roku w powiecie postawskim, w gminie Kobylnik.
W 1931:
- zaścianek w 1 domu zamieszkiwały 4 osoby[4].
- kolonię w 1 domu zamieszkiwało 5 osób[4].

W 1938 roku miejscowość należała do gromady Wereńki gminy Kobylnik.